# 巴恩航空
巴恩航空（英語：Airbahn）是一家美國籌劃中的航空公司，在2022年被取消空運牌照。

## 歷史
巴恩航空由塔里克·M·乔杜里（Tariq M. Chaudhary）成立，他是當時藍色航空的首席执行官和主席。航空公司計劃在加州營運，開辦來往加州，內華達州及加拿大西部航班，並從母公司取得兩架A320客機。航空公司稱預計在2022年第二季營運，可是由於公司籌辦進展緩慢，並運輸部要求延期，但運輸部不同意，並在2022年5月19日撤消了巴恩航空的營運執照。